# Popstar: Never Stop Never Stopping
Popstar: Never Stop Never Stopping (bra/prt: Popstar: Sem Parar, Sem Limites) é um filme americano de comédia lançado em 2016, dirigido por Akiva Schaffer e Jorma Taccone,  escrito, produzido e estrelado por Andy Samberg, Schaffer e Taccone. Também produzido por Judd Apatow.
O filme foi lançado em 3 de junho de 2016, pela Universal Pictures e recebeu críticas positivas dos críticos. Ele também arrecadou 9 milhões de dólares, não conseguindo cumprir seu orçamento de US$ 20 milhões.

## Enredo
Contado em forma de um musical, o documentário, Conner Friel (Andy Samberg) é um prodígio musical em uma idade precoce, e ele forma um grupo de rap chamado 'The Style Boyz' com seus amigos de infância, Lawrence (Akiva Schaffer) e Owen (Jorma Taccone). Eles quase que instantaneamente ficam famosos na indústria da música, inspirando muitos dos músicos atuais. No entanto, pelo fato de Conner não receber créditopor sua composição na canção "Turn Up the Beef", Lawrence decide deixar o grupo.

## Elenco
- Andy Samberg
- Evan Fine
- Jorma Taccone
- Maxwell Jenkins
- Akiva Schaffer
- Elliott Smith
- Sarah Silverman
- Tim Meadows
- Maya Rudolph
- Joan Cusack
- Imogen Poots
- Chris Redd
- Edgar Blackmon
- James Buckley
- Ashley Moore
- Bill Hader
- Justin Timberlake
- Will Arnett
- Emma Stone
- Kevin Nealon
- Paul Scheer
- Joanna Newsom
- Liz Cackowski
- "Weird Al" Yankovic
- Danny Strong
- Will Forte

Participações
- Mariah Carey
- Akon
- ASAP Rocky
- Big Boy
- Michael Bolton
- Win Butler
- Régine Chassagne
- Simon Cowell
- Danger Mouse
- DJ Khaled
- Jimmy Fallon
- 50 Cent
- Steve Higgins
- Walter Jones
- John Legend
- Adam Levine
- Mario Lopez
- Paul McCartney
- Nas
- Katy Perry
- Pink
- Questlove
- The Roots
- RZA
- Seal
- Martin Sheen
- Snoop Dogg
- Ringo Starr
- Chrissy Teigen
- T.I.
- Steven Tyler
- Carrie Underwood
- Usher
- Pharrell Williams

## Produção
As gravações do filme começaram em 14 de Maio de 2015, anunciado pela Universal Pictures, sob o título original Conner4real.

## Lançamento
O filme foi lançado nos Estados Unidos em 3 de junho de 2016, e no Reino Unido no dia 26 de Agosto do mesmo ano pela Universal Pictures. Não houve um lançamento internacional.

## Trilha Sonora
| N.º | Título                           | Duração |  |
| 1.  | "I'm So Humble"                  |         |  |
| 2.  | "Hot New Single (Dialogue)"      |         |  |
| 3.  | "Equal Rights"                   |         |  |
| 4.  | "Turn Up the Beef"               |         |  |
| 5.  | "Finest Girl (Bin Laden Song)"   |         |  |
| 6.  | "Mona Lisa"                      |         |  |
| 7.  | "Are or Aren't? (Dialogue)"      |         |  |
| 8.  | "Hunter the Hungry Is Gon’ Eat"  |         |  |
| 9.  | "Should I Move?"                 |         |  |
| 10. | "2 Banditos"                     |         |  |
| 11. | "Things in My Jeep"              |         |  |
| 12. | "Kill This Music (Dialogue)"     |         |  |
| 13. | "Ashley Wednesday"               |         |  |
| 14. | "Fuck Off"                       |         |  |
| 15. | "Donkey Roll"                    |         |  |
| 16. | "Trip to Spain (Dialogue)"       |         |  |
| 17. | "Ibitha"                         |         |  |
| 18. | "Owen's Song"                    |         |  |
| 19. | "What Was That Beat? (Dialogue)" |         |  |
| 20. | "Sick Glenda"                    |         |  |
| 21. | "Incredible Thoughts"            |         |  |
| 22. | "Me Likey Dat"                   |         |  |
| 23. | "Legalize It"                    |         |  |
| 24. | "I'm a Weirdo"                   |         |  |
| 25. | "Karate Guy"                     |         |  |
| 26. | "Rock Roll Skate"                |         |  |
| 27. | "Hey Ya Ho"                      |         |  |
| 28. | "Maximus"                        |         |  |